# Bernard Brégeon
Bernard Brégeon (* 6. Juli 1962 in Suresnes) ist ein ehemaliger französischer Kanute.

## Erfolge
Bernard Brégeon trat bei den Olympischen Spielen 1984 in Los Angeles mit Patrick Lefoulon im Zweier-Kajak auf der 1000-Meter-Distanz an. Nach Platz vier im Vorlauf, einem Sieg im Hoffnungslauf und einem dritten Platz im Halbfinale gelang ihnen letztlich noch der Einzug in den Endlauf. Das Rennen beendeten sie in 3:25,97 Minuten auf dem zweiten Platz hinter den Kanadiern Hugh Fisher und Alwyn Morris und vor den Australien Barry Kelly und Grant Kenny, womit sie die Silbermedaille gewannen. Auch im Einer-Kajak auf der 500-Meter-Strecke gelang Brégeon die Finalqualifikation. Nach 1:48,41 Minuten musste er sich lediglich Ian Ferguson aus Neuseeland und dem Schweden Lars-Erik Moberg geschlagen geben und sicherte sich so die Bronzemedaille. Vier Jahre darauf gehörte Brégeon bei den Olympischen Spielen in Seoul erneut zum französischen Aufgebot, schied mit Olivier Lasak im Zweier-Kajak über 500 Meter allerdings im Halbfinale aus.
Bereits 1982 wurde Brégeon in Belgrad im Zweier-Kajak über 10.000 Meter mit Patrick Lefoulon Weltmeister. Im Einer-Kajak sicherte er sich außerdem 1985 in Mechelen über 500 Meter die Bronzemedaille sowie 1986 in Montreal auf der 10.000-Meter-Strecke Silber.
Er ist mit der Kanutin Bernadette Brégeon-Hettich verheiratet, die ebenfalls an zwei Olympischen Spielen teilnahm.